# تپه صید عالی
تپه صید عالی مربوط به دوران‌های تاریخی پس از اسلام است و در شهرستان دورود، بخش مرکزی، روستای رضور واقع شده و این اثر در تاریخ ۲۴ اسفند ۱۳۸۳ با شمارهٔ ثبت ۱۱۷۱۹ به‌عنوان یکی از آثار ملی ایران به ثبت رسیده است.